# Видманн-Зедлинцкий, Виктор
Граф Виктор Видманн-Зедлинцкий или Виктор Фрайхерр фон Видманн-Зедлинцкий (нем. Victor Widmann-Sedlnitzky; 8 сентября 1836, Лука-над-Йиглавой, Цислейтания — 25 января 1886, Вена, Австро-Венгрия) — венгерский политический и государственный деятель. Военный министр ландвера Цислейтании (5 мая 1870 — 28 июня 1870).

## Биография
Представитель влиятельного дворянского рода Видманн-Зедлинцких родом из Моравии и Силезии. Владел обширным поместьем в Лука-над-Йиглавой (теперь в Йиглавском районе края Высочина Чешской Республики). Служил императорским камергером.
В 1867—1870 годах был членом Рейхсрата в Вене. Избран Моравским провинциальным собранием. Представлял интересы крупных помещиков Моравии. В 1874 году стал членом Палаты господ.
В 1870 года занимал пост министра сухопутной обороны Цислейтании в правительстве Альфреда Потоцкого.